# Psicología de los pueblos
La psicología de los pueblos (conocida también como  Völkerpsychologie, psicología etnológica o psicología étnica) es una rama de la psicología que se empezó a desarrollar en el siglo XIX. Su objetivo es el estudio de los comportamientos de los grupos en relación con la identidad étnica de los mismos. Está influenciada por el romanticismo que, como reacción al cosmopolitismo de la ilustración, hace énfasis en los aspectos culturales y étnicos de los pueblos.

## Inicios y desarrollo
El término de psicología de los pueblos (Völkerpsychologie)  fue acuñado por Wilhelm Wundt y la finalidad de esta era el estudio del “espíritu del pueblo” o el “carácter nacional”. 
Adquirió un gran impulso con la revista de M. Lazarus y H. Steinthal Zeitschift für Völkerpsychologie und Sprachwissenschaft (Revista de psicología social y de lingüística), de la cual de publicaron 20 volúmenes a partir de 1860 en los que escribían filólogos, historiadores, folcloristas y antropólogos. Estaban influidos tanto por Humboldt como por las ideas de Mill y su propuesta de ciencia dual; psicología como ciencia de las leyes elementales de la mente y etología como ciencia del carácter producido por esas leyes. Esta ciencia tendría una metodología dual también, experimental para la psicología, mientras que la etología se basaría en “generalizaciones aproximadas”. Intentaron transformar la revista en un medio para la unión de las ciencias naturales con las culturales históricas. Lazarus y Steinthal creían que a través de las leyes que hacían referencia a procesos individuales se podían extraer leyes que explicaran la cultura en contra de las ideas de Mill, hecho que propició numerosas críticas.  En España esta revista tuvo como repercusión la edición por parte de V. García de Diego en 1944 de una revista equivalente, llamada Revista de dialectología y tradiciones populares. Esta revista por eso no prestó mucha atención en los aspectos de la psicología de los pueblos, que si fueron por eso investigados por Tomás Carreres Arnau, que fundó en 1912 en Barcelona el “Archivo de Psicología y Ética Hispanas”, con el objetivo de investigar la conciencia histórica y actual de los pueblos ibéricos.

## Impulso y nacimiento de otras ramas
No obstante quizás la figura que más popularizó la psicología de los pueblos en la época fue Wilhelm Wundt. Wundt es conocido por ser el fundador del primer laboratorio de psicología en Leipzig, en 1879, dando nacimiento a la psicología experimental. Para Wundt esta psicología experimental servía para el análisis y la investigación de los procesos individuales más elementales, tales como las sensaciones, la percepción, las emociones... También denominados “experiencia inmediata”. Pero quedaban otro tipo de procesos, los denominados “procesos superiores”, en los cuales según Wundt la psicología experimental no podía aportar nada. Estos “procesos superiores”, que eran capacidades como el lenguaje, el pensamiento o la atención, eran productos colectivos no individuales y para acercarse a ellos Wundt propuso, al igual que Mill, una segunda psicología con un método de análisis histórico de los productos culturales. Llamó a esta segunda psicología Völkerpsychologie (psicología de los pueblos) al igual que Von Humboldt. Las investigaciones de Wundt en este campo se pueden encontrar en todas sus obras,  aunque de forma limitada, exceptuando los 10 volúmenes de Psicología de los pueblos (1900-1920) y Elementos de psicología de los pueblos (1912-1913), que tratan  principalmente de estos temas. Para Wundt estas dos psicologías no eran ciencias diferenciadas, sino únicamente métodos diferentes de una única psicología que se complementaban.
Posteriormente a Wundt apenas hubo interés en la cultura desde la psicología, ya que académicamente se centró mayoritariamente en métodos más experimentales con una epistemología positivista. Esta rama de la psicología no generó grandes conclusiones ni avances, pero fue una influencia en la psicología social, en la escuela cultural-histórica rusa de Vygotski y en el posterior nacimiento de la más actual psicología cultural.